# 온실 기체 배출

배출량이 가장 많은 15개국(1990~2018년)의 1인당 연간 이산화 탄소 배출량(수직 막대 높이) 및 국가당 연간 이산화 탄소 배출량(수직 막대 면적)

인간 활동으로 인한 온실 기체(greenhouse gas, GHG) 배출은 온실 효과를 강화시킨다. 이는 기후변화에 기여한다. 석탄, 석유, 천연가스 등 화석연료를 태울 때 발생하는 이산화 탄소(CO2)는 기후변화를 일으키는 가장 중요한 요인 중 하나이다. 가장 큰 배출국은 중국이고 그 다음은 미국이다. 미국은 1인당 배출량이 더 높다. 전 세계적으로 탄소 배출을 촉진하는 주요 생산자는 대규모 석유 및 가스 회사이다. 인간 활동으로 인한 배출로 인해 대기 중 이산화탄소가 산업화 이전 수준에 비해 약 50% 증가했다. 증가하는 배출량 수준은 다양했지만 모든 온실가스에서 일관되게 나타났다. 2010년대 배출량은 연간 평균 560억 톤으로 이전 10년보다 높았다. 1870년부터 2022년까지 총 누적 배출량은 703GtC(2575 GtCO2)였으며, 그 중 화석 연료 및 산업에서 484±20 GtC (1773±73 GtCO2), 토지 이용 변화에서 219±60 GtC (802±220 GtCO2)가 배출됐다. 삼림 벌채와 같은 토지 이용 변화는 1870~2022년 누적 배출량의 약 31%, 석탄 32%, 석유 24%, 가스 10%를 유발했다.
이산화 탄소(CO2)는 인간 활동으로 인해 발생하는 주요 온실가스이다. 이는 온난화의 절반 이상을 차지한다. 메테인(CH4) 배출은 거의 동일한 단기 영향을 미친다. 아산화 질소(N2O)와 불소화 가스(F-가스)는 상대적으로 역할이 적다. 2023년에 이산화탄소, 메테인, 아산화 질소의 배출량은 모두 그 어느 때보다 높았다.
전기 생산, 열 및 운송이 주요 배출원이다. 전체 에너지는 배출량의 약 73%를 차지한다. 삼림 벌채와 기타 토지 이용 변화도 이산화탄소와 메테인을 배출한다. 인위적 메테인 배출의 가장 큰 원인은 농업이며, 가스 배출과 화석 연료 산업의 비산 배출이 그 뒤를 이었다. 농업용 메테인의 가장 큰 배출원은 가축이다. 농업 토양은 부분적으로 비료로 인해 아산화질소를 배출한다. 마찬가지로, 냉매에서 나오는 불소화 가스는 인간이 배출하는 총 배출량에서 큰 역할을 한다.
현재 1인당 연간 평균 6.6톤의 CO2 환산 배출량은 산업화 이전 수준에 비해 1.5°C(2.7°F) 증가한 2030년 파리 협약을 유지하는 데 필요한 예상 배출량 2.3톤의 두 배를 훨씬 초과한다. 선진국의 1인당 연간 배출량은 일반적으로 개발도상국 평균의 10배에 달한다.
탄소발자국(또는 온실가스발자국)은 공급망을 따라 제품이나 서비스의 생산부터 최종 소비까지 전 과정에 걸쳐 배출되는 온실가스의 양을 비교하는 지표 역할을 한다. 탄소회계(또는 온실가스 회계)는 조직이 얼마나 많은 온실가스를 배출하는지 측정하고 추적하는 방법의 틀이다.

## 같이 보기
- 북극해 메테인 방출
- 탄소 상쇄
- 저탄소 경제
- 순 제로 배출
- 세계 에너지 공급 및 소비